# Трухин, Фёдор Иванович
Фёдор Ива́нович Трухи́н (29 февраля 1896, Кострома — 1 августа 1946, Москва) — генерал-майор Красной армии (1940). Русский коллаборационист. Член Исполнительного бюро и Совета НТСНП. Начальник штаба вооружённых сил Комитета освобождения народов России. В 1945 году пленён чешскими партизанами, передан Красной армии, в 1946 году осуждён по обвинению в государственной измене, лишён воинских званий, государственных наград и казнён.

## Семья
Родился в семье костромских дворян. Трухины с 1870-х гг. владели поместьем Паникарпово в Костромском уезде, примерно в 40 верстах от Костромы по пути к Галичу (ныне Судиславский район Костромской области).
Прадед Николай Иванович Трухин — полковник, кавалер ордена Святого Георгия IV класса (1834), бывший в 1840-е годы пермским городничим.
Отец Иван Алексеевич Трухин — штабс-капитан в отставке, действительный статский советник, непременный член Костромского губернского присутствия. Сведения о том, что он был губернским предводителем дворянства, неверны.
В семье отца было пятеро детей: Алексей, Сергей, Фёдор, Иван и Мария. Старший брат Алексей служил в кавалергардском полку; когда началась Первая мировая война, находился в армии генерала Самсонова и погиб в августе 1914 года в Восточной Пруссии. Иван вместе с отцом был расстрелян в 1919 году за организацию антисоветского крестьянского восстания в Костромском уезде. Сергей в 1920-е годы был членом Костромского научного общества по изучению местного края, репрессирован в 1938 году.

## Образование
В 1914 году окончил вторую Костромскую гимназию, учился на юридическом факультете Московского университета (1914—1916). Окончил вторую Московскую школу прапорщиков (1916), Военную академию РККА (1925), Военную академию Генерального штаба.

## Военная служба
- С 1916 году служил в Русской императорской армии. Участник Первой мировой войны.
- В 1917 году был избран командиром батальона 181-го Остроленского полка на Юго-Западном фронте.
- В ноябре 1918 года вступил в Красную армию. Службу начал в конском запасе, затем был направлен на Южный фронт, против Деникина[5].
- С 1919 года — командир роты в 41-й стрелковой дивизии Юго-Западного фронта.
- С 1920 года — командир батальона, некоторое время командовал стрелковым полком. Участвовал в боевых действиях против войск Украинской народной республики, в Советско-польской войне, в боях против повстанческих формирований на Украине.
- В 1921—1922 годах командовал ротой на Костромских пехотных командирских курсах.
- В 1922—1925 учился в Военной академии РККА.
- В 1925—1926 годах — начальник штаба и и.д. командира 133-го стрелкового полка 45-й стрелковой дивизии Уральского военного округа.
- В 1926—1931 годах — начальник штаба 7-й стрелковой дивизии.
- В 1931—1932 годах — начальник штаба 12-го стрелкового корпуса Приволжского военного округа.
- В 1932—1934 годах — преподаватель Военной академии имени М. В. Фрунзе.
- В 1934—1936 годах — начальник кафедры методики боевой подготовки в этой же академии.
- С 1935 года — полковник.
- В 1936—1937 годах учился в Военной академии Генерального штаба.
- В 1937—1939 годах — старший руководитель курса Военной академии Генерального штаба.
- В 1939—1940 годах — старший преподаватель кафедры оперативного искусства в этой же академии.
- С 17 мая 1939 года — комбриг.
- С июня 1940 года — генерал-майор.
- В августе 1940 года — январе 1941 года — заместитель начальника 2-го отдела Управления боевой подготовки РККА.
- В январе — июне 1941 года — начальник оперативного отдела — заместитель начальника штаба Прибалтийского военного округа.
- В июне 1941 года — заместитель начальника штаба Северо-Западного фронта.
- 29 июня 1941 года в Литве был взят в плен[6].

Никогда не состоял в ВКП(б). Был награждён орденом Красного Знамени (1924) и медалью «XX лет РККА» (1938).

## Русская освободительная армия
С 30 июня 1941 года находился в лагерях военнопленных — вначале в Шталлупёнене, а через несколько дней был переведён в Хаммельбург, Офлаг XIII. Выразил желание сотрудничать с немецкими властями, вступил в «Русскую трудовую народную партию», созданную антисоветски настроенными военнопленными. Вскоре он в ней был назначен «начальником военного отдела». Предлагал немецким властям создавать части и соединения из военнопленных, а также группы для проведения «диверсионных актов на железной дороге, складах и т. п. с целью нарушения подвоза и управления» в тылу Красной армии. Выступал с ярко выраженных антисталинских и антикоммунистических позиций.
С марта 1942 года находился в особом лагере Вустрау, предназначенном для подготовки пропагандистов и администраторов для оккупированных немцами территорий СССР. С мая 1942 года — внутренний комендант аналогичного лагеря в Циттенхорсте. Одновременно работал преподавателем, а затем заместителем старшего преподавателя курсов в Циттенхорсте. В сентябре 1942 года был официально освобождён из лагеря военнопленных (то есть утратил статус пленного), оставшись на работе в Циттенхорсте, с ноября 1942 года — старший преподаватель. В октябре 1942 года вступил в запрещённый в Германии Национально-трудовой союз нового поколения (НТСНП; предшественник Народно-трудового союза — НТС). Позже стал членом Исполнительного бюро и Совета, один из авторов политической программы этой организации «Схемы национально-трудового строя» (1943); в частности, написал или доработал главы «Общее положение о национальной политике», «Внешняя политика», «Оборона страны» и некоторые другие.
В феврале 1943 года познакомился с генералом Андреем Власовым. С весны 1943 года — начальник школы Русской освободительной армии в Дабендорфе, с августа 1943 года — начальник этой школы. С октября 1944 года — начальник штаба вооружённых сил Комитета освобождения народов России (КОНР), главный организатор создания формирований КОНР — под его руководством были сформированы две дивизии и началось создание третьей. Член президиума КОНР. В апреле-мае 1945 года командовал Южной группой вооружённых сил КОНР, находившейся на территории Австрии.
8 мая вместе с генерал-майором ВС КОНР М. М. Шаповаловым захвачен у Пршибрама чешскими партизанами, связанными с СССР. После расстрела Шаповалова утром 9 мая передан советскому командованию и доставлен в Москву.

## Тюрьма, суд, казнь
В 1945—1946 находился в заключении в Москве. Приговорён к смертной казни и конфискации имущества Военной коллегией Верховного суда СССР. 1 августа 1946 повешен во дворе Бутырской тюрьмы. Останки казнённых кремировали в крематории НКВД и прах развеяли в безымянном рву Донского монастыря (название в постсоветское время: «клумба невостребованных прахов»).